# Carl Winkelmann
Carl Winkelmann, auch Karl Winkelmann, (* 14. Dezember 1865 in Ehndorf; † 28. September 1924 in Bremen-Huchting) war ein deutscher Gewerkschafter, Politiker (SPD) und Bremer Senator.

## Biografie

### Ausbildung und Beruf
Winkelmann war der Sohn eines Arbeiters. Er besuchte von 1871 bis 1879 die Volksschule in Hamburg. Dort absolvierte er im Anschluss bis 1884 eine Böttcherlehre und begab sich danach auf Wanderschaft. Bis 1897 arbeitete er als Böttcher. Er wurde 1886 Mitglied des Böttcherverbandes und war dann bis 1897 führender Funktionär der Hamburger Filiale. Im  Juni 1897 siedelte er nach Bremen und war dann bis zu seinem Tod hauptamtlicher Vorsitzender im Hauptvorstand des Böttcherverbandes mit Sitz in Bremen. 1919 und 1920 war er als Regierungsmitglied von Bremen von dieser Tätigkeit beurlaubt. 

### Politik
Winkelmann, seit 1886 Mitglied in der Gewerkschaft und danach auch in der SPD, war von 1900 bis 1906 und von 1908 bis 1910 Mitglied der Bremer Presskommission. Von 1913 bis 1918 kandidierte er im  Wahlkreis 5 in der Provinz Schleswig-Holstein für den Deutschen Reichstag. Bei der Spaltung der SPD schloss er sich 1917 der MSPD an. 
Am 6. November 1918 wurde er Mitglied im Bremer Arbeiter- und Soldatenrat und dessen Aktionsausschusses und bereits 21. Dezember 1918 von den Radikalen verdrängt. In den Monaten Februar bis April 1919 war er Mitglied der provisorischen Bremer Regierung unter dem Präsidenten der Regierung bzw. des Senats Karl Deichmann und im Anschluss vom 10. April 1919 bis zum 9. Juli 1920 Senator; vor allem für das Polizeiwesen zuständig.
Winkelmann wurde am 9. März 1919 in die Bremer Nationalversammlung gewählt. Der am 6. Juni 1920 gewählten Bremischen Bürgerschaft gehörte er nicht mehr an. Er wurde am 19. Januar 1919 in die verfassunggebende Deutsche Nationalversammlung für den Wahlkreis 37 (Hamburg-Bremen-Stade) gewählt. Danach war er durch eine langandauernde Krankheit verhindert am politischen Leben teilzunehmen.